# Пол Скотт Локхарт
Пол Скотт Локгарт (англ. Paul Scott Lockhart; 28 квітня 1956, Амарілло, Техас, США) — астронавт НАСА. Здійснив два космічні польоти на шаттлах: STS-111 (2002, «Індевор») і STS-113 (2002, «Індевор»), полковник ВПС США.

## Освіта
- в 1974 році закінчив середню школу.
- У 1978 році здобув ступінь бакалавра наук в області математики в Техаському технологічному університеті.
- Там же, в 1981 році здобув ступінь бакалавра наук в області аерокосмічної техніки.
- У 1978—1979 роках навчався в Університеті Інсбрука.
- В Університеті Флориди закінчив аерокосмічні курси.

## Після польотів
У березні 2007 року пішов у відставку з ВПС США, отримав посаду в Директораті дослідних систем в штаб-квартирі НАСА у Вашингтоні. У червні 2008 року пішов із загону астронавтів. У липні 2008 року став помічником Керівника Відділу розробки систем за програмою «Сузір'я», був астронавтом в запасі. У травні 2009 року остаточно пішов з загону астронавтів НАСА.